# Jachten van Maximiliaan
De Jachten van Maximiliaan (Frans: Les chasses de Maximilien) is een twaalfdelige reeks Brusselse wandtapijten, nu te bezichtigen in het Louvre. Ze zijn gemaakt in de 16e eeuw naar kartons van Barend van Orley en Jan Tons II (1530). Het weven werd toevertrouwd aan Jan en Willem Dermoyen, die naar schatting zestig wevers en twee jaar nodig hadden om de reeks te voltooien (1531-33). Het resultaat was een levendig renaissancekunstwerk dat prachtig een fase markeert in het leven van de drie Habsburgse broers en zussen: in 1531 had keizer Karel net zijn zuster Maria aangesteld tot landvoogdes van de Nederlanden en was hun broer Ferdinand op de verkiezing in Aken voorbestemd om Karel op te volgen als koning van Duitsland. Ze hadden samen tijd doorgebracht aan het Hof in Brussel, waar ze hun gedeelde passie voor de jacht volop hadden uitgeleefd. Dit kan mee een verklaring zijn voor de buitengewone individualisering van personages en gebouwen in de Jachten van Maximiliaan. De naam is een evidente vergissing, allicht het gevolg van de fysieke gelijkenis tussen Ferdinand en zijn grootvader Maximiliaan van Oostenrijk.

## Opdracht en totstandkoming
De opdracht kwam uit de hoogste hofkringen, zoals alleen al blijkt uit het gebruik van de ultrakostbare gouddraad. Karel van Mander duidt in zijn Schilder-boeck keizer Karel V zelf aan. Sommige jachthonden dragen inderdaad Karels embleem, de zuilen van Hercules, op hun halsband. Mogelijk handelde hij gezamenlijk met zijn kersverse landvoogdes Maria.  
Twee groepen voorbereidende tekeningen zijn bewaard. De ene bestaat uit de kleine kartons, zes stuks, en wordt algemeen toegeschreven aan Van Orley. De andere is compleet en wordt beschouwd als een set atelierkopieën of ricordi (Louvre). Tons leverde volgens de Franse hofhistorici André Félibien en Henri Lauval de prachtige landschappen (allicht Jan Tons de Jonge). Van Orleys beste leerlingen, Pieter Coecke van Aelst en Michiel Coxcie, moeten ook betrokken zijn geweest. De eigenlijke kartons zijn niet bewaard.

## Thema
De verschillende soorten jacht (valkenjacht; drijfjacht op herten: maart-oktober; everjacht: november-januari) zijn verdeeld over de twaalf maanden van het jaar. Elk tapijt draagt bovenaan het met de maand overeenstemmende teken van de dierenriem. Logischerwijze is Maart het eerste tapijt in de reeks, aangezien dat in de juliaanse kalender de eerste maand van het jaar was (tot 1575 in Brussel).
De jachtpartijen doorheen de maanden starten en eindigen in het Brusselse Koudenbergpaleis, met tussenin tien jachtscènes in het Zoniënwoud. In Van Orleys kartons maakte de vroegere rigiditeit plaats voor een nieuwe, levendige dynamiek. Hij toonde zijn talent om grootschalige actiescènes weer te geven in een realistisch, pittoresk en zeer gedetailleerd landschap. Ongetwijfeld had hij hiervoor de hulp gevraagd van specialisten op jachtgebied. Het is ook duidelijk dat hij Le Livre de Chasse (jachtboek) van Gaston Phoebus heeft geconsulteerd. Van Orleys kartons integreren het italianisme in de traditie van de Nederlanden.
Bijzondere aandacht is besteed aan de flora. Van de zestig verschillende planten die zijn weergegeven, zijn er zeker 42 waarvan de soort exact kan worden gedetermineerd. Het gaat om planten die voorkwamen (en -komen) in het Zoniënwoud, en die bovendien in hun natuurlijke associaties zijn weergegeven.
De tapijten dragen onderaan links het stadsmerk van Brussel (ingevoerd sinds 1528) en onderaan rechts het weversmonogram IGVW (waarschijnlijk voor Ian en Guillaume Dermoyen en Van der Walle). De onderste boord toont een strijd tussen zeegoden (tritons en zeepaarden), voorgesteld als een bronzen reliëf. De overige drie boorden tonen een guirlande van bloemen, fruit, vogels en goudsmeedwerk.

## Overzicht

### Maart
Ram
|  |  | Vertrek voor de hertenjacht. Topografie: Koudenbergpaleis. De kapel was nog in aanbouw en had nog een tijdelijk strodak, wat overeenstemt met de situatie in 1528-33. De glasramen onder de kapel zijn geplaatst vóór 1 maart 1531. Het Warandepark is realistisch weergegeven, met onder andere het bosje links met een labyrint. Het stadsgezicht op Brussel is gedetailleerd, van de middeleeuwse muren in de voorgrond tot de torens van het stadhuis, de Sint-Niklaaskerk en Sint-Goedele verderop. |

### April
Stier
|  |  | De honden worden opgehaald voor het begin van de hertenjacht. De ruggelings afgebeelde amazone, met een valk op de pols, is waarschijnlijk Maria van Hongarije. Haar zadel is een sambue waarop het woord spero staat. Een gehuifde valk werd vaak in verband gebracht met het woord van de Vulgaat (Post tenebras spero lucem, Job, 17:12) Topografie: Jachthuis van Bosvoorde: jagersverblijf, hondenhokken, paardenstallen, valkenhuis. |

### Mei
Tweelingen
|  |  | Hertenjacht. De jagers verpozen en er is tijd voor liefkozingen. De maaltijd wordt gereedgemaakt. Topografie: Zoniënwoud te Oudergem. In de verte is Brussel te zien (stadhuis, Sint Goedele). |

### Juni
Kreeft
|  |  | Hertenjacht. Dienaars leggen het luxueuze bestek voor het middagmaal. Op de voorgrond wordt de wijn uit het water gevist. Keizer Karel en zijn broer Ferdinand zijn in gesprek. Topografie: Flossendelle |

### Juli
Leeuw
|  |  | Hertenjacht. De jagers en knechten brengen verslag uit van de dieren die ze op het spoor zijn. Het vrouwelijke personage links zit heel ongebruikelijk als een man te paard. Landvoogdes Maria stond erom bekend dat ze jaagde als een man. Topografie: Rood Klooster. |

### Augustus
Maagd
|  |  | Hertenjacht. Een hert is verstrikt in de struiken. Topografie: Steenput nabij Dworp. |

### September
Weegschaal
|  |  | Hertenjacht. Het hert is aan de honden proberen te ontkomen door in de vijver te springen. Een bat-l'eau is aan de gang. Topografie: Priorij van Groenendaal en links het Huis Ravenstein, via een galerij verbonden met de keizerlijke loge in de kerk. |

### Oktober
Schorpioen
|  |  | Hertenjacht. Ritueel van de curée (beloning van de honden met de ingewanden van het pas gedode wild). In de achtergrond de linnen zeilen die het wild naar de accoure hielpen drijven, waar het kon worden afgemaakt. Topografie: Huis van Staketsel in Boondaal |

### November
Boogschutter
|  |  | Everjacht. Topografie: Reigersbos |

### December
Steenbok
|  |  | Doden van de everzwijnen. Ferdinand, vroeger verkeerdelijk geïdentificeerd als zijn grootvader Maximiliaan van Oostenrijk, hanteert hiervoor een speciaal zwaard. Topografie: De kapel en huizen bovenaan rechts tonen het dorp Terhulpen met de Sint-Niklaaskerk. |

### Januari
Waterman
|  |  | Everjacht. Het gedode zwijn wordt in het vuur geroosterd (flambée). In de achtergrond krijgt een vooraanstaand persoon de kop en een poot. Op het ijs wordt geschaatst. Topografie: Kasteel van Tervuren. |

### Februari
Vissen
|  |  | Allegorisch tafereel. Bij een standbeeld van Diana betuigen de jagers eer aan Modus en Ratio (voor resp. de praktijk en de theorie van de jacht). Het paar is gezeten op een dais en vertrappelt Ledigheid en Vraatzucht. Een Latijnse cartouche verduidelijkt de boodschap. Topografie: Vanuit de ingangsvleugel van het Koudenbergpaleis, zicht op de Aula Magna, de huizen van Borgendael en Sint-Jakob op de Koudenberg. Binnen het Baliënplein zijn herten en reeën bijeengedreven. |

## Herhalingen
Uit een contract van 1533 tussen een Antwerps-Duitse handelscompagnie en een Venetiaanse koopman blijkt dat Willem Dermoyen een herhaling in de aanbieding had. Bedoeling was dat hij een exemplaar eruit zouden aanbieden aan de Ottomaanse sultan Süleyman de Prachtlievende in Istanboel. De sultan hapte niet toe, maar mogelijk bleven de "monsters" achter in het Topkapıpaleis. Rond 1600 werd nog een hereditie gemaakt, waarschijnlijk door Maarten Reymbouts, waarvan Februari nog bestaat. Evrard Leyniers III realiseerde een aantal verkorte en vereenvoudigde edities, waarvan er één te vinden is in het Kasteel van Franc-Waret.
De kartons bereikten Engeland, zoals blijkt uit de getrouwe versies uit de koninklijke Mortlakemanufactuur. Vanaf het einde van de 17e eeuw maakte de Gobelinmanufactuur negen volledige heredities. De eerste versie van 1685-1687 werd besteld door koning Lodewijk XIV van Frankrijk, de zevende door de hertog van Antin in 1720-1730:
- Acht stuks uit een 17e-eeuwse editie in de Hertengalerij van het Kasteel van Chantilly
- Een reeks in de Salon François I van het Kasteel van Fontainebleau
- Het Kasteel van Pau bewaart een mooie set.
- Vijf stuks in het Musée de la Chasse et de la Nature van Parijs, ca. 1720-1740 (in bewaring voor het Musée des Beaux-arts van Chartres)

## Bezitsgeschiedenis en invloed
De editio princeps is niet gedocumenteerd tot ze plots in 1589 opduikt in Parijs, in de nalatenschap van hertog Hendrik I van Guise. Het is hier dat ze voor het eerst vermeld worden als "jachten van keizer Maximiliaan". Een inventaris van 1644 schat hun waarde op 50.000 livre. In 1665 kwam de reeks in het bezit van Lodewijk XIV. Om onbekende redenen werd ze gespaard bij de algemene verbranding in opdracht van het Directoire (juni 1797). Bij een restauratie in 1914 door de Gobelinmanufactuur werden sommigen delen herweven.
De prestigieuze reeks kende navolging in heel Europa. Cosimo I de' Medici bestelde bij Stradanus niet minder dan 28 wandtapijten met jachttaferelen voor zijn paleis in Poggio a Caiano. In Brussel specialiseerde vooral de firma Leyniers zich in het jachtgenre (met o.m. Evrard Leyniers, 1597-1680).

## Voetnoten
1. ↑  Vroeger werd het weversmerk verkeerdelijk toegeschreven aan Jan Gietheels: zie bv. Philippe Liesenborghs, Het edele vermaak. De jacht in de Spaanse Nederlanden onder de Aartshertogen, diss. Katholieke Universiteit Leuven, 2004-2005, voetnoot 647
2. ↑  Folio 211: Hy maeckte onder ander voor den Keyser verscheyden Iachten, met de Bosschen en plaetsen ontrent Brussel, daer dese Iachten van den Keyser gheschieden: in welcke den Keyser, en meer Princen en Princessen nae t'leven quamen, t'welck seer costlijck in tapijt wiert ghewrocht.
3. ↑  Maart en September in het Prentenkabinet van de Universiteit Leiden; Juni in het Kupferstichkabinet, Berlijn; Augustus in de National Gallery, Washington D.C.; November in het Szépművészeti Múzeum, Boedapest; December in Kopenhagen.
4. ↑  André Félibien, Entretiens sur les vies et sur les ouvrages des plus excellents peintres anciens et modernes, 1666, entretien IV: Il avoit sous luy un nommé TONS, grand Païsagiste, qui a travaillé aux Chasses de l'Empereur Maximilien
5. ↑  Henri Lauval, Histoire et recherches des antiquités de la ville de Paris, deel III, 1724, blz. 10: Les figures de cette tapisserie sont faites par Jérôme Vancelai [lees: Vanorlai]; les paysages par Toms, le plus grand Paysagiste qui ait jamais été, oncle de Champagne.
6. ↑  Thomas P. Campbell, Tapestry in the Renaissance. Art and Magnificence, New York, Metropolitan Museum of Art, 2002, blz. 241
7. ↑  Le livre de chasse de Gaston Phébus, BNF, 2004. Gearchiveerd op 23 januari 2022.
8. ↑  R. Bacon, Great Drawings of the Louvre. The German, Flemish and Dutch Drawings, New York, 1968
9. ↑  Martin Tanghe, "La Flore de la Forêt de Soignes d'après les tapisseries des ‘Chasses de Maximilien’" in: Adoxa, februari 2011, p. 1-11
10. ↑  Véronique Bücken, "De Jachten van keizer Karel" in: Bernard van Orley. Rood Klooster en het Zoniënwoud in de 16de eeuw, Oudergem, Kunstcentrum van het Rood Klooster, 2019, p. 4
11. 1 2  Roel Jacobs, Een geschiedenis van Brussel, 2004, p. 142
12. ↑  Véronique Bücken, "De Jachten van keizer Karel" in: Bernard van Orley. Rood Klooster en het Zoniënwoud in de 16de eeuw, Oudergem, Kunstcentrum van het Rood Klooster, 2019, p. 5
13. ↑  cf. Henri de Ferrières, Livre du roi Modus et de la reine Ratio
14. ↑  Vertaling: "Als je niets nalaat van wat rechtvaardig is, als je goed leeft en geen kwaad doet, tegenover iedereen je plicht vervullend, wat kan er schoner zijn dan de jacht te bedrijven, geregeld door Modus en bestuurd door vrouwe Ratio? Beschermd tegen ledigheid en vraatzucht, je bezighoudend met wat eerlijk is, zal je je gezond en veilig houden, je zal je leden verwarmen door het labeur, het jaar zal vrolijk voorbijgaan in die oefening, en je leven zal gelukkig verlopen in dagen vol gezondheid."
15. ↑  Contract van 18 augustus 1533 tussen Jakob Rehlinger en Marco de Nicolao.
16. ↑  J.B. Tavernier, Nouvelle relation de l’intérieur du serrail du Grand Seigneur, Parijs, 1675, blz. 142-143

- Bibliothèque nationale de France: cb119652105 (data)
- Library of Congress Control Number: n00139769
- Nationale Bibliotheek van Israël: 987007289808605171
- Système universitaire de documentation: 027656780
- Virtual International Authority File: 190478907